# São Cristóvão do Sul
São Cristóvão do Sul è un comune del Brasile nello Stato di Santa Catarina, parte della mesoregione Serrana e della microregione di Curitibanos.